# 白鹿泉乡
白鹿泉乡，是中华人民共和国河北省石家庄市鹿泉区下辖的一个乡镇级行政单位。

## 行政区划
白鹿泉乡下辖以下地区：
东土门村、西土门村、郄庄村、枣林村、曹坊村、白鹿泉村、东胡申村、西胡申村、谷家峪村、西薛庄村、西杨庄村、段庄村、水峪村、上聂庄村、荷莲峪村、武庄村和粱庄村。

## 中国传统村落
- 水峪村